# 棒渦巻銀河

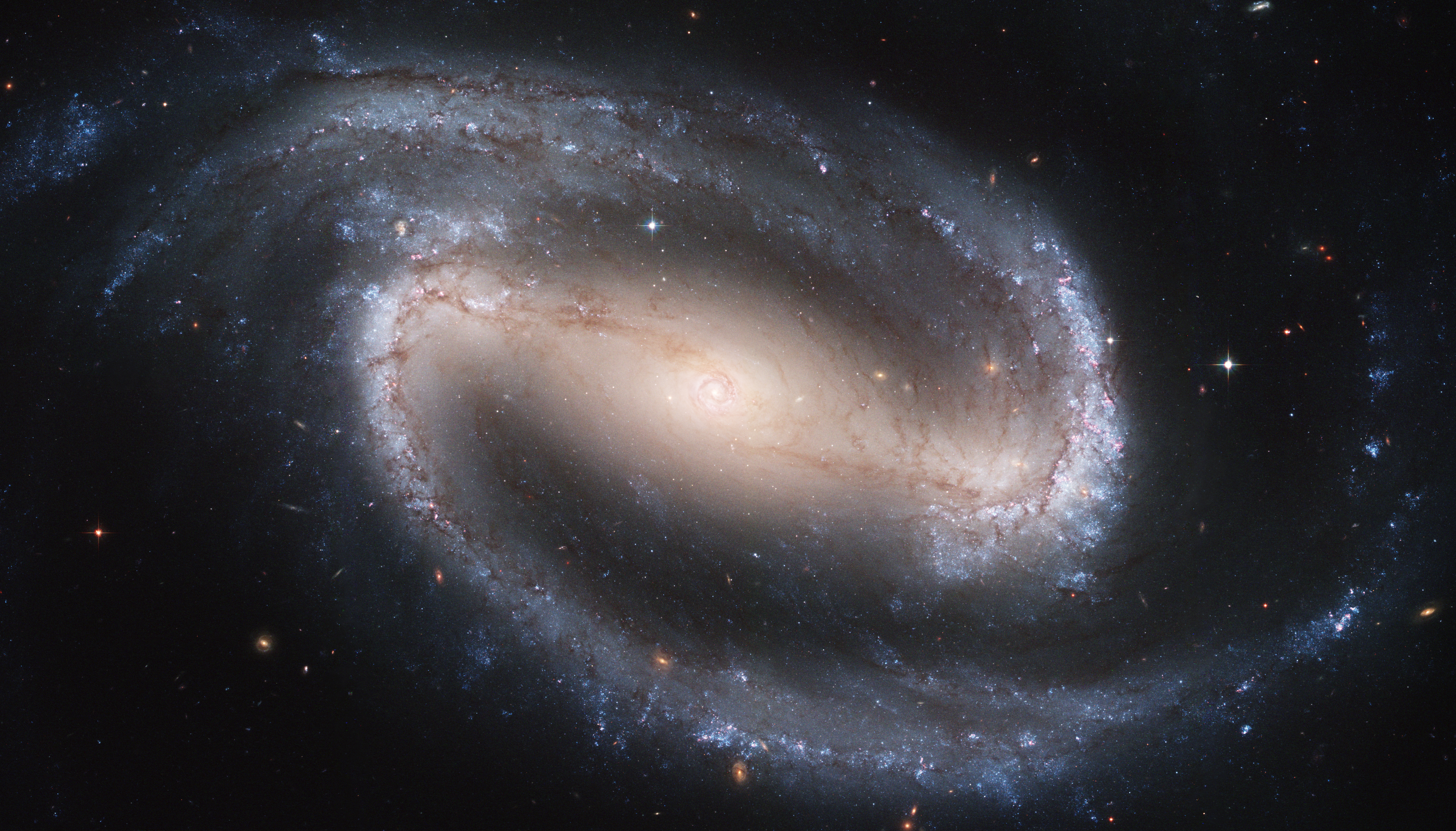
ハッブル宇宙望遠鏡が撮影した棒渦巻銀河NGC1300

棒渦巻銀河（ぼううずまきぎんが、barred spiral galaxy）は銀河のハッブル分類における種類の一つである。渦巻銀河と全く同じ特徴（バルジ即ち中心核部分は老齢の赤っぽい星が多い。腕の部分は青い若い星が多く見られ、星間物質を豊富に含む、等）を持つが、銀河中心のバルジを貫くような配置の棒状構造をディスク（中心核と腕を含む銀河円盤）内に持ち、渦状腕がこの棒構造の両端から伸びている点が通常の渦巻銀河と異なる。
全天で観測される渦巻銀河のうち、約半数が棒渦巻銀河である。我々の銀河系（天の川銀河）も棒渦巻銀河であると考えられている。

## 代表的な棒渦巻銀河
- エリダヌス座の NGC 1300
- ちょうこくしつ座の NGC 253